# Леонов, Анатолий Олегович
Анатолий Олегович Леонов — русский писатель, сценарист.

## Биография
Анатолий Олегович Леонов родился в городе Климовске, Московской области в 1963 году. По образованию — культуролог.
Победитель и лауреат российских и международных литературных конкурсов и фестивалей.
Публиковался в России, Америке, Австралии и Европе. Переведен на немецкий, румынский, венгерский, итальянский, шведский и японский языки.
Член Союза писателей России(СПР) и Международной Федерации русскоязычных писателей IFRW. Секретарь правления Интернационального Союза писателей.
Один из организаторов и ассоциированный продюсер Международного кинофестиваля имени Саввы Морозова (https://web.archive.org/web/20160307145511/http://morozovfest.ru/).
Член жюри общенациональной литературной премии имени Павла Петровича Бажова.

## Награды ипремии
- Победитель литературной премии «Автор Рунета» в номинации «12 лучших текстов рунета», 2015;
- Победитель 1-го Российского литературного конкурса газеты Московская правда «Бумажный ранет»  2013 г.;
- Победитель международного литературного фестиваля «The Sea and Words» (Море и Слова), Венгрия, 2013;
- Победитель литературного конкурса Альманаха Российский колокол «Мы и будущее: зелёный взгляд» 2012 г.
- Призёр литературного конкурса «Моя Франция» (2012—2013), 2013 г.
- Лонг-лист Лондонской литературной премии. (2014—2015)
- Финалист (шорт-лист) Франкфуртской литературной премии. (2014—2015)
- Номинант 2020 г. — Русский детектив (Преступление и наказание: детектив года, Оживший покойник)
- Номинант 2020 г. — Русский детектив (Автор года).
- Лауреат (победитель) литературной премии журнала "Российский колокол" 2020 г.

Награждён:
- Медалью «За труды в просвещении, культуре, искусстве и литературе»;
- Медалью «В память о 700-летии со дня рождения преподобного Сергия Радонежского»